# Withimont
Ne doit pas être confondu avec Wittimont.
Withimont est un hameau belge de la commune de Bertogne, en province de Luxembourg (Région wallonne).
Avant la fusion des communes, il faisait administrativement partie de la commune de Longchamps.

## Situation
Withimont se trouve au sud du village de Longchamps. L'autoroute E25 passe à quelques hectomètres au sud-est du hameau.
Avec Longchamps et Monaville, Withimont forme un ensemble d'habitations.

## Patrimoine
La chapelle Notre-Dame du Sacré-Cœur a été construite en 1955.